# Claudio Torelli
Claudio Torelli (Parma, 23 de gener de 1954) és un ciclista italià, ja retirat, que fou professional entre 1978 i 1986. En el seu palmarès destaca una victòria d'etapa al Giro d'Itàlia de 1981.

## Palmarès
- 1974
  - Vencedor d'una etapa del Baby Giro
- 1977
  - 1r al Trofeu Papà Cervi
- 1981
  - Vencedor d'una etapa del Giro d'Itàlia
  - Vencedor d'una etapa del Giro del Trentino
  - Vencedor d'una etapa del Giro de la Pulla
- 1983
  - 1r al Trofeu Laigueglia

### Resultats al Giro d'Itàlia
- 1978. Abandona (15a etapa)
- 1979. 49è de la classificació general
- 1980. Abandona (7a etapa)
- 1981. 34è de la classificació general. Vencedor d'una etapa
- 1982. 31è de la classificació general
- 1983. 83è de la classificació general
- 1984. 46è de la classificació general
- 1985. 101è de la classificació general